# 馬德羅丹
馬德羅丹（荷蘭語：Madurodam），即马德罗丹小人国公园，是位於荷蘭海牙的一座以模型為主題的主題公園。

## 历史
開幕於1952年7月2日，以25分之1的比例復原荷蘭各地的景觀。前荷蘭女王畢翠克絲下令修建了這座公園。2012年，馬德羅丹慶祝了其開園60週年。

## 画廊

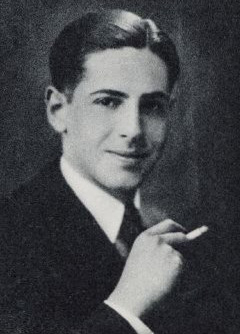
George Maduro (1916–1945) 荷兰犹太学生，以反抗纳粹德国而被杀害，公园以他的名字命名
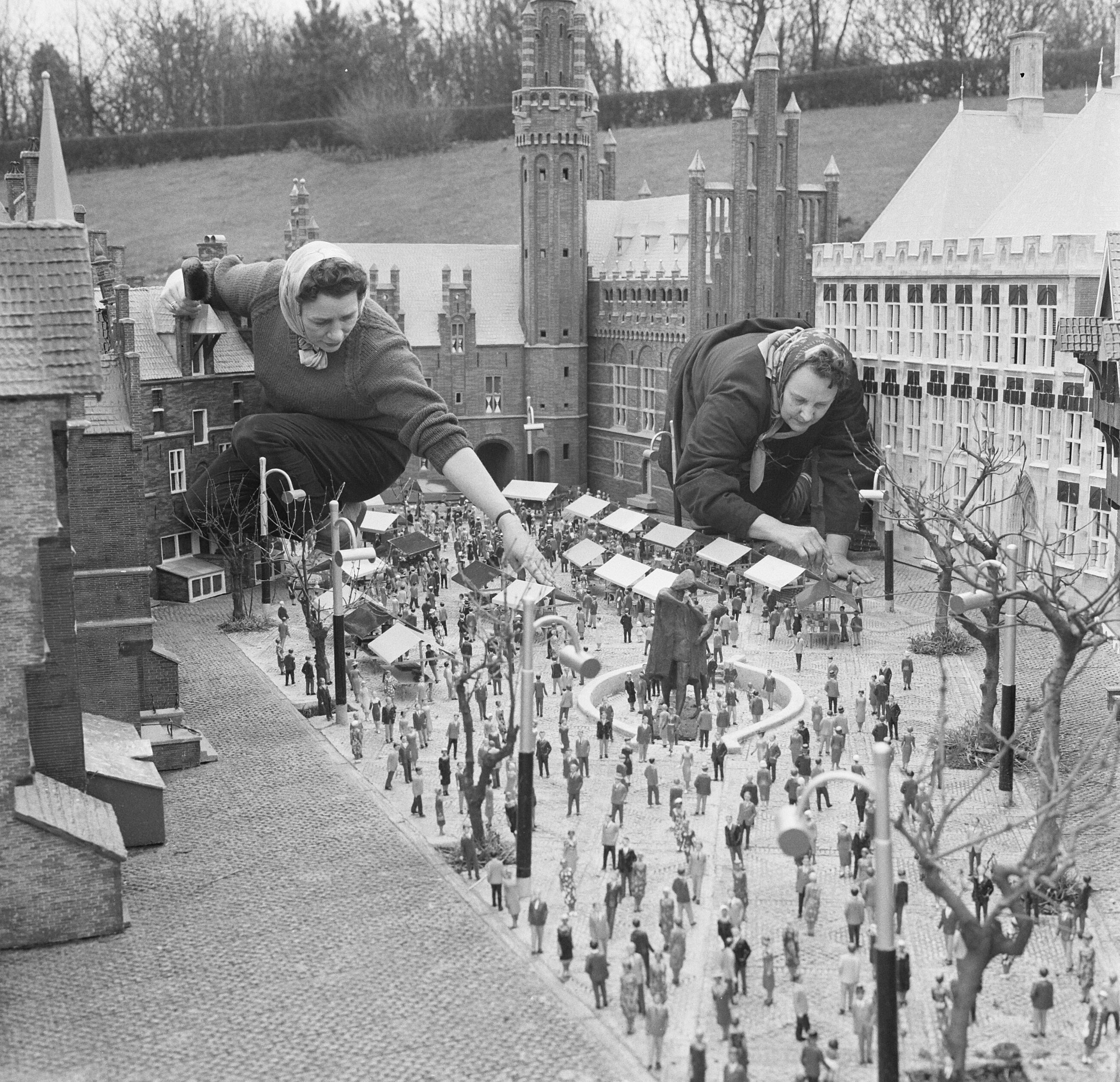
1951年正在建设中的公园
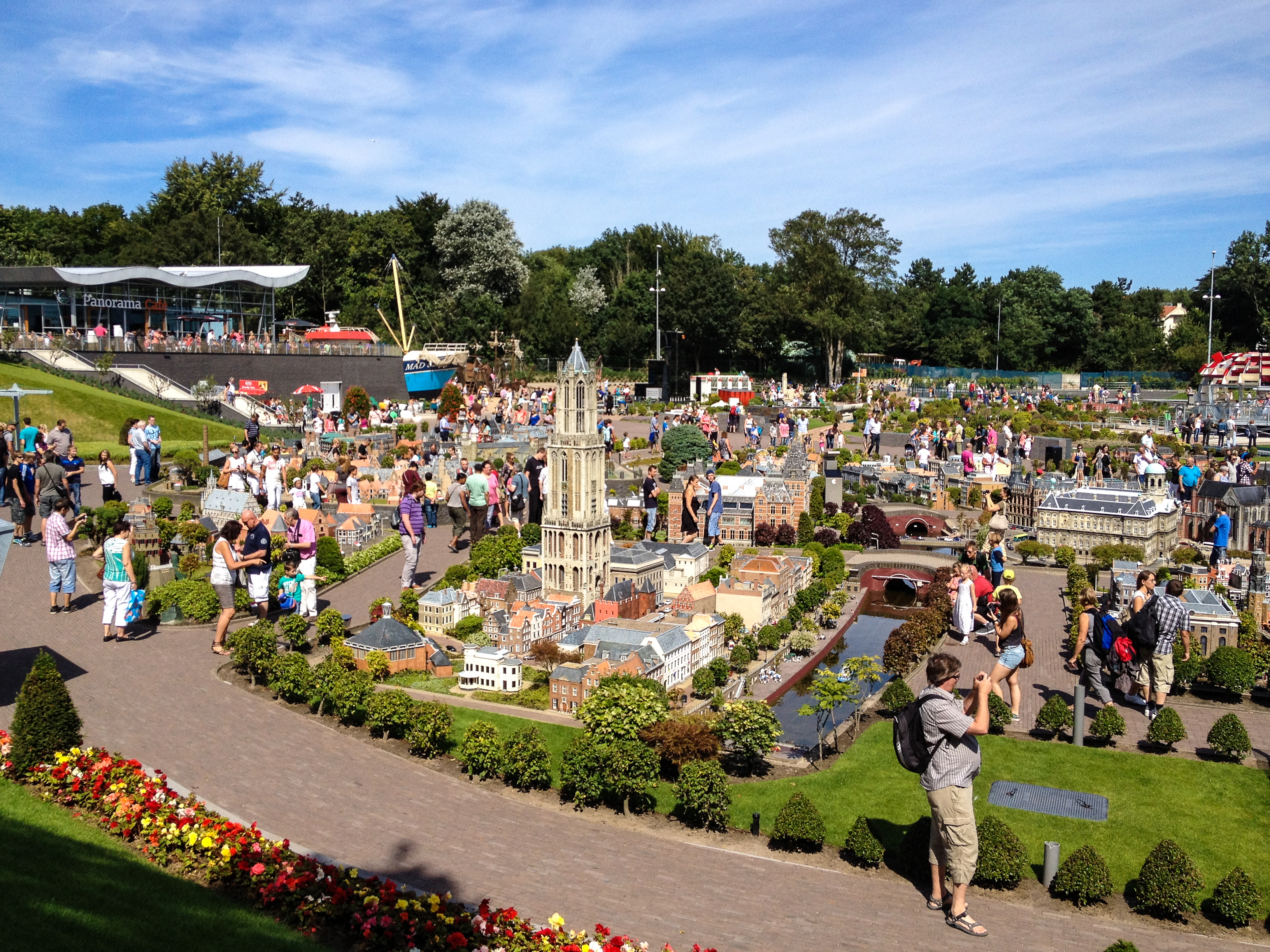
1964年的公园
- 2012年8月的公园
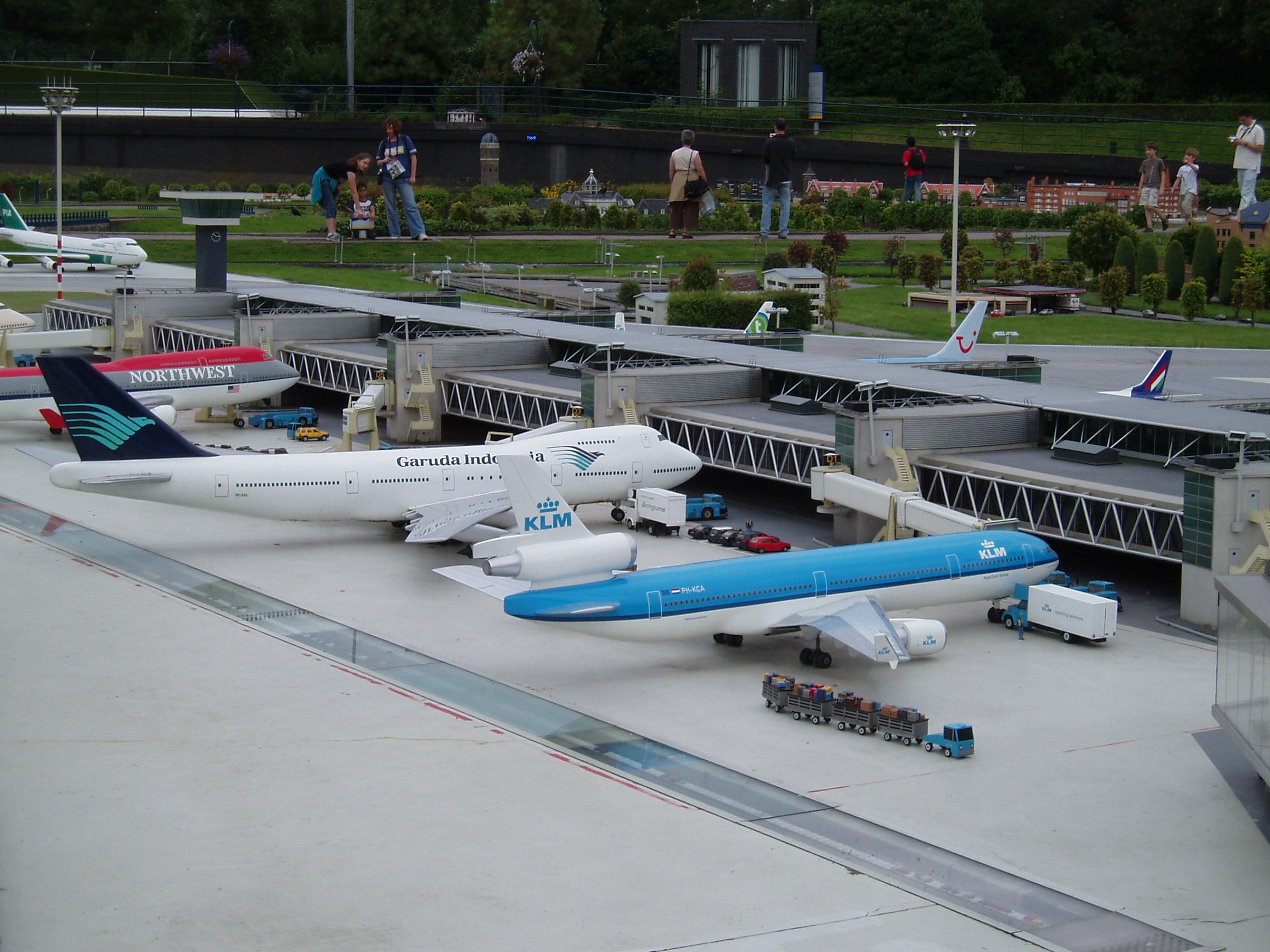
2007年阿姆斯特丹斯希普霍尔机场模拟飞机
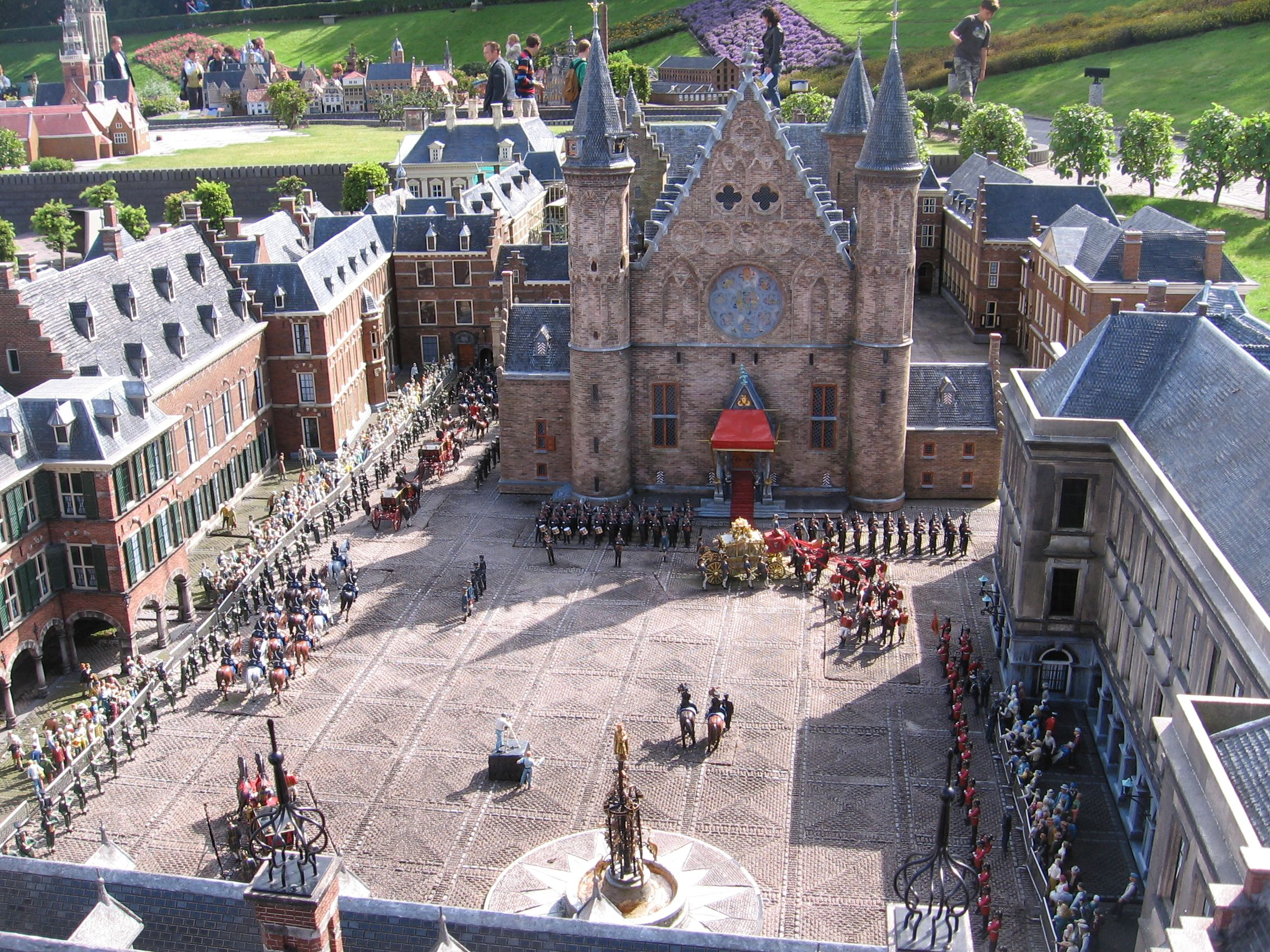
2007年海牙内庭模型
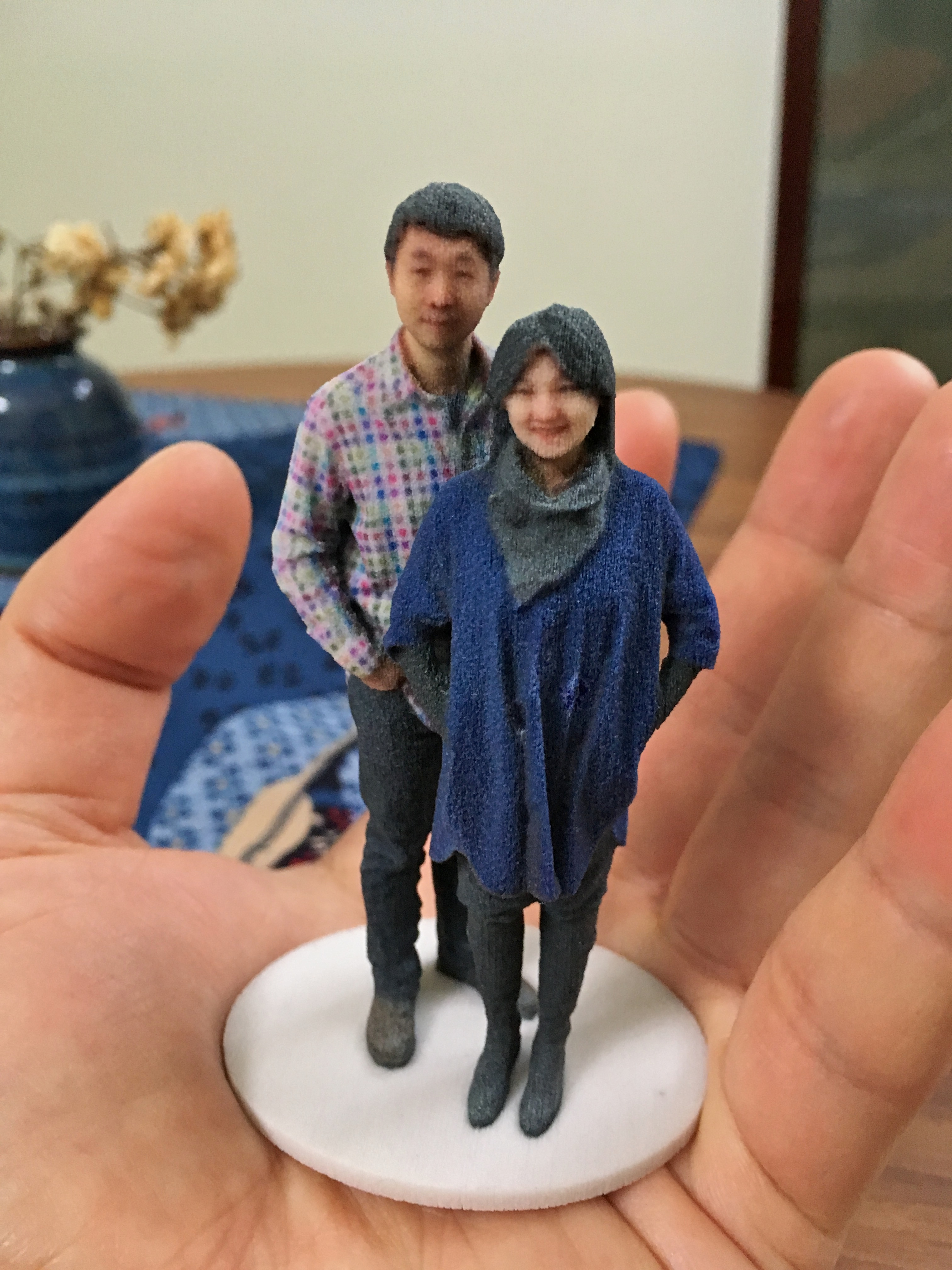
在馬德羅丹製作的3D自拍，由Shapeways 3D列印。
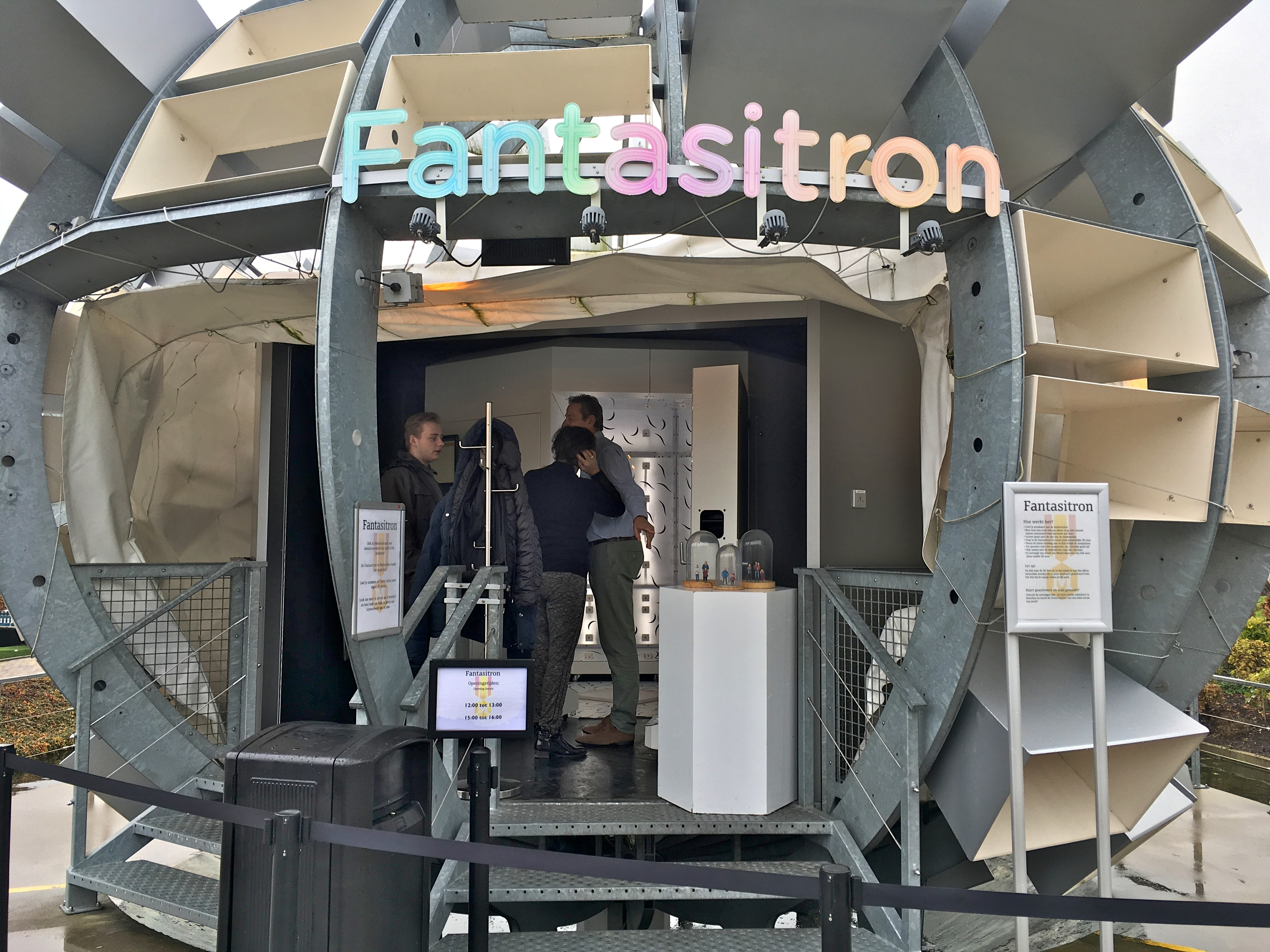
Fantasitron 3D自拍的照片展台

## 外部連結
- 官方網站 （页面存档备份，存于）